# Under the Tuscan Sun (phim)
Under the Tuscan Sun (tạm dịch: Dưới nắng trời Tuscan) là một bộ phim hài lãng mạn, chính kịch của Mỹ do đạo diễn Audrey Wells và diễn viên Diane Lane chắp bút và sản xuất. Dựa trên cuốn hồi ký cùng tên năm 1996 của Frances Mayes, bộ phim kể về một nhà văn đã ly dị, đến mua một biệt thự ở Tuscany với hy vọng nó sẽ dẫn đến một sự thay đổi trong cuộc đời cô. Bộ phim đã được đề cử cho Giải thưởng Thiết kế sản xuất xuất sắc của Hiệp hội nghệ thuật và Diane Lane nhận được đề cử giải Quả cầu vàng cho vai diễn của cô.

## Cốt truyện
Frances Mayes (Diane Lane) là một nhà văn sống ở San Francisco. Cô có một cuộc sống dường như hoàn hảo cho đến khi bước ngoặt bất ngờ ập đến. Mayes phát hiện ra chồng đã lừa dối mình. Vụ ly hôn cùng với việc bị chồng cũ và ả tình nhân mới của anh ta đá ra khỏi nhà khiến cô trở nên chán chường và không thể cầm bút. Vì lẽ đó, người bạn thân nhất của cô là Patti (Sandra Oh), một người đồng tính nữ sắp mang thai, cho rằng Mayes có thể sẽ không bao giờ gượng dậy được. Do vậy, Patti thuyết phục Mayes mua vé đi nghỉ Toscana. Tuy lúc đầu cô từ chối, nhưng sau một ngày buồn bã nép mình trong căn hộ ảm đạm, Mayes quyết định nên rời đi một thời gian.
Ở Toscana, nhóm du lịch của cô dừng chân ở thị trấn nhỏ Cortona. Sau khi lang thang qua những con đường quyến rũ, Mayes tìm thấy một bài đăng rao bán căn biệt thự ở trong thị trấn. Trong lúc đang du ngoạn trên chiếc xe buýt cùng đoàn, có một đàn cừu băng qua đường khiến chiếc xe vội dừng. Trong lúc chờ đợi, Mayes nhận ra rằng cô đang dừng lại ngay trước căn biệt thự rao bán trên báo. Sau một loạt các sự kiện tình cờ, cô trở thành chủ sở hữu của căn biệt thự xinh xắn nhưng đổ nát ở vùng Toscana xinh đẹp.
Mayes bắt đầu cuộc sống mới bên cạnh những nhân vật thú vị, có tâm hồn khác thường nhưng dịu dàng. Cô thuê một nhóm người nhập cư Ba Lan đến cải tạo ngôi nhà. Theo thời gian, Mayes bắt đầu làm quen và kết bạn với những người hàng xóm gốc Ý, đồng thời phát triển mối quan hệ thân thiết với các công nhân gốc Ba Lan, người môi giới đã bán cho cô biệt thự và Kinda (Lindsay Duncan), một nữ diễn viên người Anh lập dị, mang trong mình nét bí ẩn và vẻ đẹp của một ngôi sao điện ảnh Ý. Không lâu sau, Patti xuất hiện với cái bụng to tướng, kể rằng cô đã bị người bạn đời ruồng bỏ.
Mayes gặp gỡ, làm quen và trải qua mối tình lãng mạn nhưng ngắn ngủi với Marcello (Raoul Bova). Sau đó, một trong những tay công nhân người Ba Lan của Mayes tên là Pawel (Pawel Szajda) cùng người yêu đến nhờ cô giúp đỡ vì cha cô gái không chấp nhận anh ta, bởi anh là người Ba Lan và không có gia đình. Tuy vậy, họ rất yêu nhau và muốn kết hôn. Mayes thuyết phục gia đình cô gái ủng hộ tình yêu của họ bằng cách tuyên bố mình là người thân của Pawel. Không lâu sau, đôi tình nhân trẻ kết hôn tại biệt thự. Trong ngày đám cưới, Mayes gặp một nhà văn Mỹ đang đi du lịch ở Toscana. Sức hút của họ dành cho nhau nhanh chóng đẩy cả hai cùng hướng đến một tương lai lãng mạn.

## Diễn viên
- Diane Lane vai Frances Mayes
- Sandra Oh vai Patti
- Lindsay Duncan vai Katherine
- Raoul Bova vai Marcello
- Vincent Riotta vai Martini
- Mario Monicelli vai Old man with flowers
- Roberto Nobile vai Placido
- Anita Zagaria vai Fiorella
- Evelina Gori vai Nona Cardinale
- Kate Walsh vai Grace
- Pawel Szajda vai Pawel
- David Sutcliffe vai Ed
- Jeffrey Tambor vai Lawyer (uncredited)
- Giulia Steigerwalt vai Chiara
- Valentine Pelka vai Jerzy
- Sasa Vulicevic vai Zbigniew
- Massimo Sarchielli vai Nino
- Claudia Gerini vai Signora Raguzzi
- Laura Pestellini vai Contessa
- Don McManus vai Nasty Man
- Matt Salinger vai Colleague
- Elden Henson vai Author
- Jack Kehler vai Apartment Manager
- Kristoffer Ryan Winters vai David Tour Guide
- Nuccio Siano vai Gianni
- Malva Guicheney vai Gianni's Daughter[4]
- Dan Bucatinsky vai Rodney[4]

## Sản xuất

### Địa điểm quay phim
- Banca CR Firenze, Cortona, Tuscany, Italy
- Cassa di Risparmio di Firenze, Cortona, Tuscany, Italy
- Teatro Signorelli, Cortona, Italy
- Cinecittà Studios, Cinecittà, Rome, Lazio, Italy
- Cortona, Arezzo, Tuscany, Italy
- Florence, Tuscany, Italy
- Montepulciano, Siena, Tuscany, Italy
- Positano, Salerno, Campania, Italy
- Rome, Lazio, Italy
- San Francisco, California, USA
- Montepulciano, Tuscany, Italy[5]
- Teatro Signorelli, Cortona, Arezzo, Tuscany, Italy[6]

## Tiếp nhận

### Phòng vé
Under the Tuscan Sun mở màn xuất sắc ở Hoa Kỳ, thu về 9.751.425 đô la trên 1.226 rạp, bằng một nửa con số ước tính ban đầu là 18 triệu đô la. Tính đến cuối ngày 28 tháng 9 năm 2003, bộ phim đứng ở vị trí thứ 2 tại phòng vé Hoa Kỳ. Bộ phim là một thành công về doanh thu phòng vé, khi kiếm được 43.610.723 đô la quốc trong nước và hơn 15.268.000 đô la trên toàn cầu, với tổng doanh thu 58.878.723 đô la trên toàn thế giới.

### Phản ứng từ giới phê bình
Bộ phim đã nhận được nhiều đánh giá tích cực từ các nhà phê bình. Chuyên trang tổng hợp đánh giá Rotten Tomatoes chỉ ra rằng 62% trong tổng số 152 nhà phê bình đã dành cho bộ phim nhiều lời khen ngợi tích cực, với điểm trung bình là 6,2/10. Các nhà phê bình đồng thuận rằng: "Mặc dù nặng tính công thức và hời hợt, Under the Tuscan Sun vớt vát lại rất nhiều bởi màn trình diễn đầy sôi động của Lane." 
Diane Lane được đánh giá cao về mặt diễn xuất. Chính điều này giúp cô giành đề cử giải Quả cầu vàng cho nữ diễn viên xuất sắc nhất.